# 蕭恬
蕭恬（6世紀—6世紀），南蘭陵郡蘭陵縣（今江蘇省常州市武進區）人，南朝梁宗室，鄱陽忠烈王蕭恢之子。

## 生平
蕭恬初以王子例封南安（安南）縣開國侯，食邑五百戶。
大同十年（544年），廣州刺史蕭暎在任內去世，蕭恬暫時代理刺史之職，希望被真除，但梁武帝卻派遣時任衡州刺史的蘭欽接任廣州刺史。蕭恬聽聞蘭欽已到南嶺後，派遣廚子用塗有毒藥的刀切瓜後進獻給蘭欽，蘭欽與愛妾吃瓜後俱被毒死。蕭恬所做之事敗露後，被梁武帝下詔以檻車押送建康，同時削除封爵。後來，蕭恬的封爵又得以恢復。
大寶元年（550年）五月，與梁簡文帝之子江州刺史、尋陽王蕭大心處於對立狀態的蕭恬之兄南道都督、鄱陽嗣王蕭範在江州湓城去世，部眾為防止生變，祕不發喪，推奉蕭恬為主，蕭恬遂有部衆數千人。六月，蕭大心派遣屬將徐嗣徽夜襲湓城，被蕭恬、裴之橫等擊退。蕭恬後事不詳。